# Stade Silvio-Piola (Novare)
Ne doit pas être confondu avec Stade Silvio-Piola (Verceil).
Le stade Silvio-Piola (en italien : Stadio Silvio Piola), auparavant connu sous le nom de stade communal (en italien : Stadio comunale), est un stade de football italien situé dans la ville de Novare, dans le Piémont.
Le stade, doté de 17 875 places et inauguré en 1976, sert d'enceinte à domicile à l'équipe de football du Novare Calcio.
Le stade porte le nom de Silvio Piola, ancienne gloire du football italien et également ancien joueur du Novare Calcio.

## Histoire
Le projet de construction d'un important stade de football dans la ville débute en 1964 et est confié à l'architecte Antonio Nervi. Les travaux débutent en 1971, avec une structure préfabriquée en béton armé (la capacité initiale étant portée à 25 000 places assises). La bonne visibilité de chaque secteur étant garantie par l'absence de filets, remplacée par un fossé de trois mètres de profondeur autour du terrain de jeu.
Le stade ouvre ses portes en 1976 sous le nom de Stade communal. L'absence de nom du stade est alors à l'origine du surnom Stade communal di viale Kennedy par les spectateurs, du nom de la rue où se situe le stade.
Il est inauguré le 18 janvier 1976 lors d'une victoire en amical 2-1 des locaux du Novare Calcio contre la Juventus.
Le premier match officiel est quant à lui disputé la semaine suivante le 25 janvier 1976 lors d'un nul 1-1 entre Novare et le Genoa en Serie B 1975-76.
Le 23 octobre 1997, le stade est rebaptisé en Stade Silvio Piola après une cérémonie à la mairie en présence de toute la famille du défunt champion.
Entre 1990 et 1998, le Sparta Novare, compte tenu de l'indisponibilité temporaire du Stade di via Alcarotti (son site historique depuis 1931), utilise le stade en y jouant une partie de ses matchs à domicile (l'autre partie se jouant sur le terrain municipal de Cerano).
Durant l'été 2010, des travaux de rénovations sont effectués à la suite de la montée en Serie B du Novare Calcio (tribune centrale, tourniquets, pelouse synthétique, tribune de presse).

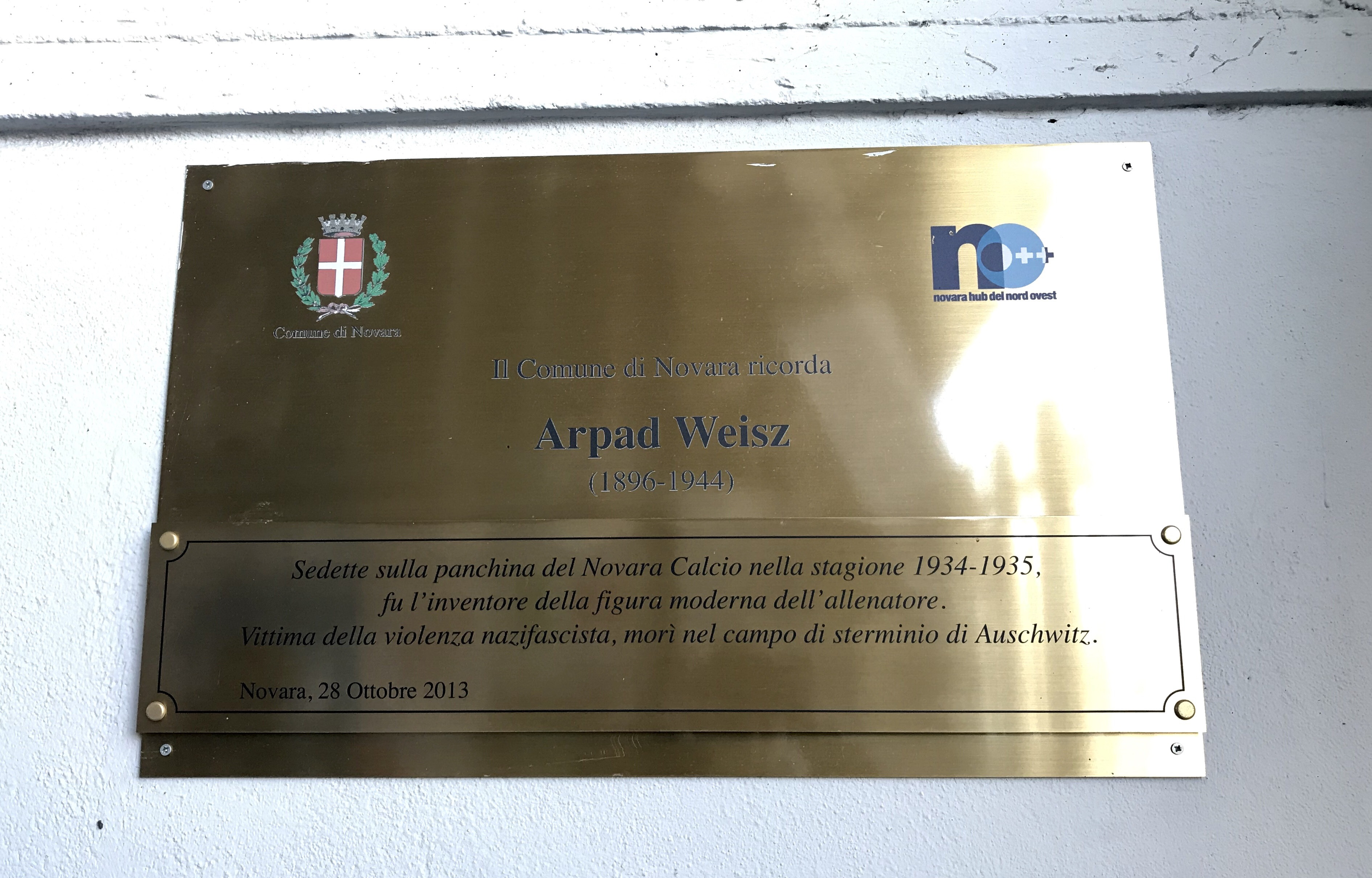

Le 28 octobre 2013, une plaque commémorative est posée en hommage à Árpád Weisz, ancien entraîneur du club lors de la saison 1934-35 et mort dans un camp de concentration nazi à Auschwitz,.
En 2015, le club du Côme 1907 utilise le stade pour ses matchs à domicile en attendant la rénovation de son enceinte, le Stade Giuseppe-Sinigaglia.
Lors de la saison 2018-19, la branche féminine de la Juventus utilise le stade pour ses matchs de C1 féminine.